# Єременко Андрій Віталійович
Андрі́й Віта́лійович Єре́менко (5 серпня 1979, Київ, СРСР — 21 серпня 2014, Волноваха, Україна) — лейтенант Збройних сил України, учасник російсько-української війни.

## Життєпис
Народився 1979 року в місті Київ. У 1996 році закінчив середню школу № 222, що у Святошинському районі міста Києва. 2003 року з відзнакою закінчив факультет радіоелектроніки КПІ, де й залишився працювати. Науковий співробітник факультету електроніки КПІ, роботи Єременка з радіоелектроніки на міжнародних наукових конференціях неодноразово визнавали найкращими.
Мобілізований в березні 2014-го, начальник обслуги зенітної ракетної батареї, 1129-й зенітний ракетний полк.
Вранці 21 серпня 2014-го зазнав смертельного поранення в часі артилерійського обстрілу терористами позицій зенітно-ракетної батареї, захищаючи особовий склад підрозділу та старшого за званням офіцера.
Похований на Берковецькому кладовищі в Києві 26 серпня 2014-го.
- Меморіальна дошка Андрію Єременку біля входу до школи № 222 міста Києва
- Могила Андрія Єременка

## Родина
На момент загибелі у Андрія Єременка була батьки, молодший брат, дружина Ольга та син Микита 2004 р.н.

## Нагороди та вшанування
За особисту мужність і героїзм, виявлені у захисті державного суверенітету та територіальної цілісності України, вірність військовій присязі під час російсько-української війни, відзначений — нагороджений
- 27 червня 2015 року — орденом Богдана Хмельницького III ступеня (посмертно).
- Вшановується 21 серпня на щоденному ранковому церемоніалі вшанування українських захисників, які загинули цього дня у різні роки внаслідок російської збройної агресії[2]
- Його портрет розміщений на меморіалі «Стіна пам'яті полеглих за Україну» у Києві: секція 3, ряд 4, місце 5
- недержавна нагорода — медаль ВГО «Країна» «Доброволець АТО» (посмертно)